# Ouvrage du Col-de-Garde
L'ouvrage du Col-de-Garde est une fortification faisant partie de la ligne Maginot, située sur la limite entre les communes de Sainte-Agnès et de Gorbio, dans le département des Alpes-Maritimes.
Il s'agit d'un petit ouvrage de quatre blocs servant d'abri actif : il avait pour mission non seulement de protéger une section d'infanterie, mais aussi de renforcer la ligne de fortifications grâce à son armement.

## Description
L'abri a été construit à 270 mètres d'altitude, sur le versant sud du col de Garde (en contrebas de la route D 22, qui relie Menton au col de Saint-Pancrace) sous lequel passe le tunnel de l'autoroute A 8.

### Position sur la ligne
L'ouvrage faisait partie du secteur fortifié des Alpes-Maritimes, dans le sous-secteur des Corniches, qui devait défendre le territoire français contre une invasion italienne. Il se situe sur la « ligne principale de résistance » (couverte par la ligne des avant-postes, plus à l'est), entre l'ouvrage de Sainte-Agnès 1 320 mètres plus au nord (à vol d'oiseau) et celui de Roquebrune 1 880 m plus au sud. Un barrage de route était en place juste à l'est de l'ouvrage, composé d'une simple barrière basculante composée de tubes métalliques.
La mission de l'ouvrage était triple : premièrement il devait servir d'abri pour une section d'infanterie (qui pouvait être ainsi utilisée comme une réserve mobile), deuxièmement il devait participer avec ses mitrailleuses à la continuité des feux d'infanterie entre les deux gros ouvrages voisins (tirs en flanquement vers le nord et vers le sud par les blocs 2 et 4) et troisièmement il devait interdire la route montant de Menton vers Sainte-Agnès par le col de Garde (mission des blocs 3 et 4 couvrant les lacets de la route) avec l'aide d'une barrière antichar. 

### Souterrains
Comme tous les autres ouvrages de la ligne Maginot, celui du Col-de-Garde est conçu pour résister à un bombardement d'obus de gros calibre. Les organes de soutien sont donc aménagés en souterrain, creusés sous plusieurs mètres de roche, tandis que les organes de combat, dispersés en surface sous forme de blocs, sont protégés par d'épais cuirassements en acier et des couches de béton armé. Les installations souterraines abritent un casernement pour l'équipage (aménagé dans la galerie d'accès un peu élargie menant au bloc 2), un système de ventilation et de filtration de l'air, un poste de secours, des latrines, des lavabos, un petit stock de munitions (la dotation théorique était de 150 obus de 37 mm pour le canon antichar, 500 obus de 50 mm pour le mortier sous cloche GFM, 50 000 cartouches de 7,5 mm par mitrailleuses, 14 000 pour le FM sous cloche et 1 000 par FM de porte), un stock de vivres, une usine, des réservoirs de gazole et d'eau, ces derniers alimentés grâce à un puits et une pompe électrique.
L'énergie est fournie par le réseau civil, mais en cas de coupure, le courant électrique pouvait être généré par un groupe électrogène, composé d'un moteur Diesel Baudouin type DB 2 (à deux cylindres fournissant 24 ch à 750 tours par minute) couplé à un alternateur, complétés par un groupe auxiliaire CLM 1 PJ 65. Le refroidissement des moteurs se fait par circulation d'eau.

### Blocs

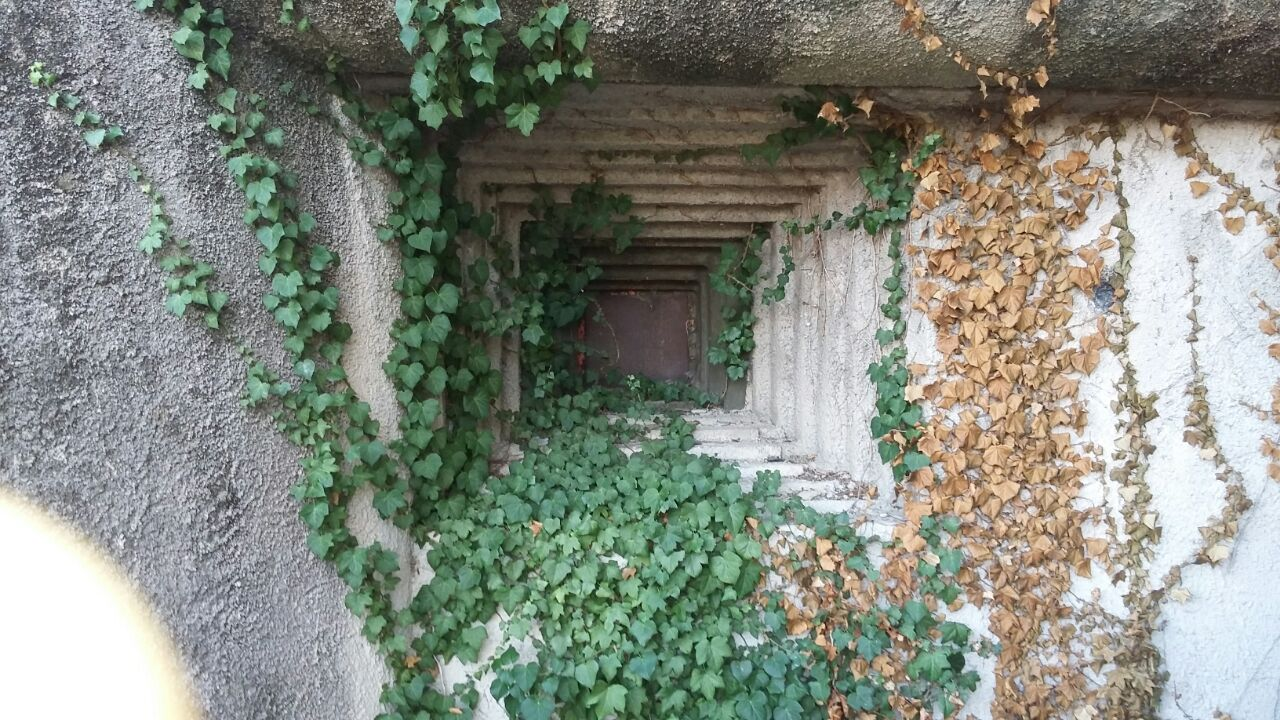
Le créneau mixte pour un jumelage de mitrailleuses ou un canon antichar de 37 mm (permutables entre-eux).

L'ouvrage est en fait un abri-caverne à deux entrées, sur lequel a été greffé une cloche de tir et une casemate (d'où l'expression d'« abri actif ») : il est composé en surface de quatre blocs, reliés par des galeries souterraines. Le niveau de protection est le no 2, soit pour les murs exposés une épaisseur de 2,25 mètres de béton armé et pour les dalles deux mètres, de quoi théoriquement résister à un pilonnage jusqu'au calibre 240 mm.
Le bloc 1 est l'entrée sud-ouest de l'ouvrage, construit sur un versant regardant vers le sud. La porte blindée étanche est protégée par une visière en béton et par un fossé diamant qui était enjambé par une passerelle métallique, la défense étant confiée à une goulotte lance-grenades (pour interdire le fossé) et à deux créneaux pour fusil mitrailleur, l'un monté sur la porte, l'autre sous béton dans l'axe du chemin d'accès. Une prise d'air de forme circulaire traverse la façade à côté du créneau.
Le bloc 2 est l'entrée sud-est, à environ 40 mètres de l'autre entrée. En plus de la porte blindée et du fossé, le bloc est équipé d'un créneau pour un jumelage de mitrailleuses tirant vers le sud et un créneau de porte pour fusil mitrailleur, tandis que le fossé est défendu par une goulotte lance-grenades. Une prise d'air de forme circulaire traverse la façade.
Le bloc 3 est équipé d'une cloche GFM (pour « guetteur et fusil mitrailleur ») type A, qui était armée avec un fusil mitrailleur et un mortier de 50 mm. La liaison entre le bloc et le reste de l'ouvrage se fait par un puits. En surface, le bloc se situe en surplomb du bloc 2, aujourd'hui sur un chemin venant du bloc 4 ; il est débroussaillé par la mairie de temps en temps.
Le bloc 4 est une casemate, située à l'extrémité nord de l'ouvrage, en bordure de la route. Il pouvait tirer vers l'est pour défendre le bloc 2 de l'ouvrage de Sainte-Agnès grâce à un créneau pour un jumelage de mitrailleuses ou un canon antichar de 37 mm (les armes étant permutables entre elles), ainsi que vers le nord par un autre créneau pour jumelage de mitrailleuses. Le fossé était défendu par deux goulottes lance-grenades. Il s'agit d'un bloc avec accès en puits au reste de l'ouvrage ; il se trouve sur la route menant vers le village de Sainte-Agnès (ce qui sert de repère pour trouver l'ouvrage). Une entrée d'air a été aménagée sur le bloc.
Une barrière antichar basculante était installée sur la route.

### Armement
Les mitrailleuses et fusils mitrailleurs de l'ouvrage étaient chacun protégé par une trémie blindée et étanche (pour la protection contre les gaz de combat). Ils tirent la même cartouche de 7,5 mm à balle lourde (modèle 1933 D de 12,35 g au lieu de 9 g pour la modèle 1929 C).
Les mitrailleuses étaient des MAC modèle 1931 F, montées en jumelage (JM) pour pouvoir tirer alternativement, permettant le refroidissement des tubes. La portée maximale avec cette balle (Vo = 694 m/s) est théoriquement de 4 900 mètres (sous un angle de 45°, mais la trémie limite le pointage en élévation à 15° en casemate), la hausse est graduée jusqu'à 2 400 mètres et la portée utile est plutôt de 1 200 mètres. Les chargeurs circulaires pour cette mitrailleuse sont de 150 cartouches chacun, avec un stock de 50 000 cartouches pour chaque jumelage. La cadence de tir théorique est de 750 coups par minute, mais elle est limitée à 450 (tir de barrage, avec trois chargeurs en une minute), 150 (tir de neutralisation et d'interdiction, un chargeur par minute) ou 50 coups par minute (tir de harcèlement, le tiers d'un chargeur). Le refroidissement des tubes est accéléré par un pulvérisateur à eau ou par immersion dans un bac.
Les fusils mitrailleurs (FM) étaient des MAC modèle 1924/1929 D, dont la portée maximale est de 3 000 mètres, avec une portée pratique de l'ordre de 600 mètres. L'alimentation du FM se fait par chargeurs droits de 25 cartouches, avec un stock de 14 000 par cloche GFM, 7 000 par FM de casemate et 1 000 pour un FM de porte ou de défense intérieure. La cadence de tir maximale est de 500 coups par minute, mais elle est normalement de 200 à 140 coups par minute,.

## Histoire
L'ouvrage est construit par la main-d'œuvre militaire (MOM), pour faire des économies, de 1935 à 1939. Il est occupé d'août 1939 à juillet 1940, mais ne participe pas aux combats de juin 1940, l'avancée italienne étant très limitée. Comme tous les ouvrages des Alpes, il fut désarmé et évacué après l'entrée en application de l'armistice du 24 juin 1940. Les Allemands le réarmèrent en 1944.

### État actuel
L'ouvrage est actuellement verrouillé. Le bloc 1 commence à disparaître sous la végétation. Quant au bloc 2, il est plutôt facile à trouver, il suffit juste de monter sur le petit chemin menant vers la route ; après être monté un peu à votre gauche, vous trouverez un chemin descendant vers le bloc 2. Le sol est plutôt glissant. Le fossé du bloc 2 a commencé à servir de décharge, tandis que la passerelle en fer a été volée.